# 趙中道
趙中道（1478年—？），字從之，湖廣荊州府石首縣人，民籍，明朝政治人物。

## 生平
弘治十四年辛酉科湖廣鄉試第五十七名舉人。弘治十八年（1505年）中式乙丑科會試第六十名，三甲第九十五名進士。改翰林院庶吉士，正德二年（1507年）十月授南京刑部主事，累升兵部郎中，十二年正月升四川按察司副使。

## 家族
曾祖趙遂，巡檢；祖父趙敔，訓導封戶科給事中；父趙士賢，禮科右給事中。母曾氏（封孺人）。重庆下。